# Стерна (дем Горуша)
Стерна, още Сломища или Сломище (на гръцки: Στέρνα, Месолонгос, до 1927 година: Σολομίστι, Соломисти), е село в Република Гърция, дем Горуша (Войо) в област Западна Македония.

## География
Селото е разположено на 740 m надморска височина, на около 8 km северозападно от демовия център град Неаполи (Ляпчища). На северозапад граничи с Костурското село Ресуляни (Велос).

## История

### В Османската империя
В края на ХІХ век Сломища е село в северната част на Населишката каза на Османската империя.
На Етнографската карта на Битолския вилает на Картографския институт в София от 1901 година Сломища е чисто гръцко село в казата Населица на Серфидженския санджак с 16 къщи.

### В Гърция
През Балканската война в 1912 година в селото влизат гръцки части и след Междусъюзническата в 1913 година Сломища остава в Гърция.
Църквата „Свети Николай“ е построена в 1913 година на основите на по-стар храм.
През 1913 година при първото преброяване от новата власт в Σολομίστιον са регистрирани 125 жители.
В 1927 година името на селото е сменено на Стерна.
Населението традиционно произвежда жито, тютюн и други земеделски продукти, като се занимава и със скотовъдство.
| Година    | 1913 | 1920 | 1928 | 1940 | 1951 | 1961 | 1971 | 1981 | 1991 | 2001 | 2011 | 2021 |
| --------- | ---- | ---- | ---- | ---- | ---- | ---- | ---- | ---- | ---- | ---- | ---- | ---- |
| Население | 125  | 120  | 145  | 163  | 137  | 120  | 101  | 94   | 76   | 46   | 30   | 20   |

## Личности
Родени в Стерна
- Ксенофон Георгиев Париндас (1923 - ?), партизанин на ЕЛАС (1943 – 1944), войник на ДАГ (1946 – 1949), след разгрома на ДАГ в 1949 година емигрира в СССР, а в 1971 година се заселва във Варна, България, оставя спомени[7]